# هولي ماديسون
هولي ماديسون (بالإنجليزية: Holly Madison)‏(ولدت في 23 ديسمبر 1979)، هي عارضة أزياء وممثلة أمريكية، ظهرت على غلاف بلاي بوي وقد ظهرت أيضا في الموسم الثامن من برنامج الرقص مع النجوم.

## روابط خارجية
- هولي ماديسون على موقع IMDb (الإنجليزية)
- هولي ماديسون على موقع روتن توميتوز (الإنجليزية)
- هولي ماديسون على موقع ألو سيني (الفرنسية)
- هولي ماديسون على موقع ميوزك برينز (الإنجليزية)
- هولي ماديسون على موقع أول موفي (الإنجليزية)
- هولي ماديسون على موقع إن إن دي بي (الإنجليزية)
- هولي ماديسون على موقع قاعدة بيانات الفيلم (الإنجليزية)
- هولي ماديسون على موقع كينوبويسك (الروسية)